# Alverca da Beira/Bouça Cova
Alverca da Beira/Bouça Cova é uma freguesia portuguesa do município de Pinhel, com 19,73 km² de área e 420 habitantes (censo de 2021). A sua densidade populacional é 21,3 hab./km².

## História
Foi criada aquando da reorganização administrativa de 2012/2013, resultando da agregação das antigas freguesias de Alverca da Beira e Bouça Cova:

## Demografia
A população registada nos censos foi:
| Distribuição da População por Grupos Etários | Distribuição da População por Grupos Etários | Distribuição da População por Grupos Etários | Distribuição da População por Grupos Etários | Distribuição da População por Grupos Etários | Distribuição da População por Grupos Etários |
| -------------------------------------------- | -------------------------------------------- | -------------------------------------------- | -------------------------------------------- | -------------------------------------------- | -------------------------------------------- |
| Antes da agregação                           |                                              |                                              |                                              |                                              |                                              |
| Ano                                          | 0-14 anos                                    | 15-24 anos                                   | 25-64 anos                                   | >= 65 anos                                   | Total                                        |
| 2001                                         | 78                                           | 64                                           | 322                                          | 186                                          | 650                                          |
| 2011                                         | 51                                           | 47                                           | 244                                          | 225                                          | 567                                          |
| Após a agregação                             |                                              |                                              |                                              |                                              |                                              |
| Ano                                          | 0-14 anos                                    | 15-24 anos                                   | 25-64 anos                                   | >= 65 anos                                   | Total                                        |
| 2021                                         | 26                                           | 26                                           | 170                                          | 198                                          | 420                                          |